# Giganci Na Żywo 2009: Malbork
Giganci Na Żywo 2009: Malbork – indywidualne, trzecie i ostatnie w 2009 r. zawody
siłaczy z cyklu Giganci Na Żywo.
Data: 1 sierpnia 2009 r.

Miejsce: Malbork  Polska
WYNIKI ZAWODÓW:
| Miejsce | Zawodnik               | Kraj              | Punkty |
| ------- | ---------------------- | ----------------- | ------ |
| 1.      | Jarosław Dymek         | Polska            | 64,5   |
| 2.      | Mark Felix             | Anglia            | 55     |
| 3.      | Stefán Sölvi Pétursson | Islandia          | 46,5   |
| 4.      | Kevin Nee              | Stany Zjednoczone | 45     |
| 5.      | Darren Sadler          | Anglia            | 43,5   |
| 6.      | Laurence Shahlaei      | Anglia            | 28     |
| 7.      | Sławomir Łukawski      | Polska            | 18     |
| 8.      | Kostiantyn Iljin       | Ukraina           | 16,5   |
| 9.      | Damian Antoniok        | Polska            | 15     |
| 10.     | Rob Frampton           | Anglia            | 13     |
| 11.     | Rolands Gulbis         | Łotwa             | 6      |
| 12.     | Tarmo Mitt             | Estonia           | 6      |

Trzech najlepszych zawodników zakwalifikowało się do Mistrzostw Świata Strongman 2009.